# Ordine dei Nove Angoli
L'Ordine dei Nove Angoli (ONA; O9A) è un gruppo occulto satanico e della via della mano sinistra con sede nel Regno Unito, ma con gruppi affiliati in varie altre parti del mondo. Sostenendo di essere stato istituito negli anni sessanta, è apparso al pubblico nei primi anni ottanta, attirando l'attenzione per il suo sposalizio tra ideologie e attivismo neonazista. Descrive il suo approccio come "Satanismo Tradizionale" il che, a livello accademico, è stato identificato come il manifestare elementi ermetici e neopagani nelle sue credenze. 

Simbolo di ONA/O9A

## Storia

### Origini

La prima cellula dell'ONA, "Nexion Zero", fu istituita nella contea di Shropshire (in figura).

Gli accademici hanno avuto difficoltà a verificare "informazioni esatte e verificabili" sulle origini dell'ONA data la segretezza con cui il gruppo stesso si protegge. Come per molte altre organizzazioni occulte, l'Ordine avvolge la sua storia nel "mistero e nella leggenda", nella creazione di una "narrazione mitica" per quanto riguardano le sue origini e il suo sviluppo. L'ONA sostiene di essere il discendente di tradizioni pagane precristiane, che sono sopravvissute alla cristianizzazione della Gran Bretagna e che sono state tramandate dal Medioevo in poi in piccoli gruppi o "templi" con sede nei Welsh Marches (Confini Gallesi, ndt) - una zona di confine tra Inghilterra e Galles. Ciascuno di questi gruppi è stato guidato da un Gran Maestro o Maestra. Secondo l'Ordine, alla fine degli anni sessanta la Maestra di uno di questi gruppi unì tre di questi templi - Camlad, il Tempio del Sole, e I Noctuliani - per formare l'ONA, prima di accogliere estranei nella tradizione.
Secondo il racconto dell'Ordine, uno di quelli che la Gran Maestra iniziò nel gruppo fu "Anton Long", un individuo che si è descritto come un cittadino britannico che aveva trascorso gran parte della sua gioventù visitando l'Africa, l'Asia e il Medio Oriente. Long sostenne che prima del suo coinvolgimento con l'ONA si era interessato di occultismo per diversi anni dopo aver contattato una congrega con sede a Fenland nel 1968 e prima di trasferirsi a Londra e unirsi a gruppi che praticavano la magia cerimoniale nello stile dell'Ordine Ermetico dell'Alba Dorata e di Aleister Crowley. Egli affermò anche di avere avuto un breve coinvolgimento con un gruppo satanico con sede a Manchester, Il Tempio Ortodosso del Principe gestito da Ray Bogart, durante il quale ha incontrato la Gran Maestra dell'ONA. Secondo il racconto dell'Ordine, Long ha aderito all'ONA nel 1973 - il primo ad averlo fatto nel corso di cinque anni - e divenne erede della Gran Maestra. In seguito ricordò che in quel periodo il gruppo ha tenuto rituali negli henge e nei cerchi di pietre intorno al periodo dei solstizi e degli equinozi.
Secondo questo racconto, quando la Gran Maestra emigrò in Australia, Long divenne il nuovo Gran Maestro del gruppo. Il gruppo sostiene che Long "ha implementato la fase successiva della Strategia Sinistra - ovvero far conoscere gli insegnamenti su larga scala". Dalla fine degli anni settanta in poi Long ha incoraggiato la creazione di nuovi gruppi ONA, che erano conosciuti come "templi", e dal 1976 in poi ha scritto una serie di testi per la tradizione, codificando ed estendendone gli insegnamenti, il mythos e la struttura. Questi testi sono in genere scritti in inglese, anche se comprendono brani di greco classico, nonché termini dal sanscrito e dell'arabo, il che mostra la padronanza di queste lingue da parte di Long. Dopo aver esaminato questi testi, lo storico Nicholas Goodrick-Clarke ha affermato che in questi, Long "evoca un mondo di streghe, fuorilegge stregoni contadini, orge e sacrifici di sangue in cottage solitari nei boschi e nelle valli di questa zona [Shropshire e Herefordshire] dove egli ha vissuto a partire dai primi anni '80".

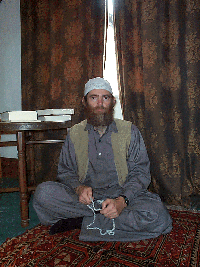
David Myatt (ritratto, 2007) viene spesso citato come l'ideologo centrale nell'ONA.

La vera identità di "Anton Long" rimane un mistero sia per i membri dell'Ordine che per gli accademici che lo hanno studiato. Tuttavia, in un numero del 1998 della rivista antifascista Searchlight si è affermato che "Anton Long" fosse uno pseudonimo di David Myatt, una figura di spicco del Movimento Britannico neonazista. Nato nei primi anni cinquanta, Myatt era stato coinvolto in vari gruppi neonazisti, inizialmente come guardia del corpo a servizio di Colin Jordan del Movimento Britannico, prima di unirsi alla milizia Combat 18 e di diventare un membro fondatore e leader del Movimento Nazionalsocialista. Il suo testo Una Guida Pratica alla Rivoluzione Ariana, in cui ha sostenuto la militanza violenta a favore della causa neonazista, è stato citato come influenza sul bombardatore a frammentazione David Copeland. Nel 1998 Myatt si è convertito all'Islam ed è rimasto un musulmano praticante per otto anni; in quel periodo ha incoraggiato Jihād violento contro il Sionismo e gli alleati Occidentali di Israele.
Goodrick-Clarke ha sostenuto l'idea che Myatt fosse Long con lo studioso di studi religiosi Jacob C. Senholt, che ha aggiunto inoltre che "il ruolo di David Myatt [è] fondamentale per tutta la creazione e l'esistenza dell'ONA". Senholt presentò ulteriori elementi di prova credendo confermassero l'identità di Myatt come Long, scrivendo che l'abbraccio di Myatt del neonazismo e dell'Islamismo radicale rappresentassero alcuni "Ruoli di Comprensione" che Myatt aveva adottato come parte della "strategia sinistra" dell'ONA con l'obiettivo di minare la società Occidentale, visione accettata dallo studioso di Satanismo Per Faxneld. Nel 2015, un membro dell'ONA noto come R. Parker ha sostenuto la stessa teoria che Myatt fosse Long.
Myatt, tuttavia, ha ripetutamente negato sia le accuse del suo coinvolgimento con l'ONA, sia di aver usato lo pseudonimo di "Anton Long". Ha inoltre contestato le argomentazioni utilizzate per collegarlo a Long, sostenendo che sono basate su prove insufficienti. Lo studioso di studi religiosi George Sieg ha espresso preoccupazione riguardo a questo associare Long a Myatt, affermando di trovarlo "poco plausibile e insostenibile, basato sulla misura della variazione nello stile della scrittura, nella personalità, e nel tono" tra Myatt e Long. Jeffrey Kaplan, uno specialista accademico di estrema destra, ha tra l'altro suggerito che Myatt e Long siano persone diverse, mentre lo studioso di studi religiosi Connell R. Monette ha postulato la possibilità che "Anton Long" non fosse un singolo individuo, ma piuttosto uno pseudonimo usato da diverse persone.

### Comparsa pubblica
L'ONA è finito all'attenzione del pubblico nei primi anni ottanta. Nel corso degli anni ottanta e novanta si è diffuso il suo messaggio attraverso articoli in varie riviste, come Nox di Stephen Sennitt, nonché attraverso la pubblicazione di volumi come Il Libro Nero di Satana, e il Naos. Nel 1988 l'Ordine ha iniziato la pubblicazione di una propria rivista in casa, intitolata Fenrir. Tra il materiale scritto rilasciato pubblicamente vi sono trattati filosofici, istruzioni rituali, lettere, poesie, e una narrativa gotica. Il suo testo rituale di base è intitolato Il Libro Nero di Satana. Ha anche pubblicato la propria musica, un mazzo di tarocchi dipinto conosciuto come "I Tarocchi Sinistri" e un gioco da tavolo tridimensionale noto come il Gioco Stellare. L'ONA ha stabilito legami con altri gruppi neonazisti satanisti: il suo distributore internazionale era il neozelandese Kerry Bolton, fondatore dell'Ordine Nero, e descritto come un adepto dell'ONA nella corrispondenza del gruppo che è stata pubblicata. Egli aveva accesso a una biblioteca privata di materiale occulto e di estrema destra di proprietà dell'Ordine dei Jarls di Bælder. Secondo Monette, l'Ordine attualmente ha associati e gruppi negli Stati Uniti, in Europa, Brasile, Egitto, Australia e Russia. Uno di questi gruppi associati è lo statunitense Tempel ov Blood, che ha pubblicato una serie di testi attraverso Ixaxaar Press, mentre un altro è lo statunitense White Star Acception, che è stato considerato come uno dei "Nexion principali" dell'ONA nel paese, nonostante la deviazione dalla corrente principale su una serie di questioni. Un altro ancora è l’italiano Secuntra che ha pubblicato una serie di testi, musiche e dipinti nel corso di diversi anni.
Durante i primi anni novanta l'Ordine ha dichiarato che stava entrando nella seconda fase del suo sviluppo, in cui si sarebbe lasciato alle spalle la prima messa a fuoco riguardo al reclutamento e alla sensibilizzazione del pubblico all'interno della comunità occulta e che si sarebbe invece concentrato sul perfezionamento dei suoi insegnamenti; il silenzio che ne risultò ha portato alcuni occultisti a speculare erroneamente sul fatto che l'ONA fosse morto. Nel 2000, l'ONA ha stabilito una presenza su Internet, utilizzandolo come mezzo per comunicare con gli altri e per distribuire i suoi scritti. Nel 2008 l'ONA ha annunciato che stava entrando nella terza fase della sua storia, in cui si sarebbe ancora una volta concentrato pesantemente sulla promozione, utilizzando social media come blog online, forum, Facebook e YouTube per diffondere il suo messaggio. Nel 2011 la "Vecchia Guardia", un gruppo di membri di lunga data dell'Ordine, ha dichiarato che si sarebbe ritirata dal lavoro pubblico e attivo con il gruppo. Nel marzo 2012, Long ha annunciato che si sarebbe ritirato dall'attività pubblica, anche se sembra essere rimasto attivo nell'Ordine.

## Credenze e struttura
L'ONA descrive le sue credenze come appartenenti a "una tradizione mistica sinistramente-numinosa", aggiungendo che "non è e non è mai stato strettamente satanista o strettamente della Via della Mano Sinistra, ma usa il ‘satanismo‘ e la Via della Mano Sinistra come ‘forme causali‘, cioè come tecniche/esperienze/ordalie/sfide" per aiutare il progresso spirituale del praticante. Monette ha descritto l'ONA come "un'affascinante miscela sia di Ermetismo che di Satanismo Tradizionale, con alcuni elementi pagani". Faxneld ha descritto l'ONA come "una pericolosa ed estrema forma di satanismo". Jeffrey Kaplan e Leonard Weinberg lo caratterizzano come un "gruppo satanista votato al nazionalsocialismo", mentre Nicholas Goodrick-Clarke in maniera simile lo ritiene una "setta satanica nazista", che "combina (ha combinato) il paganesimo con un elogio a Hitler". Egli ha aggiunto che l'ONA "ha celebrato l'oscuro lato distruttivo della vita attraverso dottrine anticristiane, elitarie e darwiniste.". Considerando il modo in cui l'ONA aveva sincretizzato sia satanismo che Heathenismo, lo storico delle religioni Mattias Gardell ne ha descritto la prospettiva spirituale come "un percorso satanico heathenista". Lo studioso George Sieg tuttavia ha sostenuto che l'ONA dovrebbe essere classificato come "post satanico", perché ha "superato (senza abbandonare completamente) l'identificazione con il suo paradigma satanico originario".

### Satanismo tradizionale e paganesimo
L'ONA descrive il suo occultismo sia come "Satanismo Tradizionale", che come "tradizione mistica sinistramente-numinosa". L'ONA ha utilizzato il termine Satanismo Tradizionale nel suo Libro Nero di Satana, pubblicato nel 1984. Da quando l'ONA fu stabilito, il termine "Satanismo Tradizionale" è stato anche adottato dai gruppi di Satanisti Teisti come la Fratellanza di Satana. Faxneld ha suggerito che l'adozione da parte dell'Ordine della parola "tradizionale" probabilmente riflette "una strategia consapevole per costruire legittimità facendo riferimento ad "un'antica saggezza arcana" in una maniera deliberatamente distinta dal modo in cui Anton LaVey ha cercato di ottenere legittimità per la sua Chiesa di Satana appellandosi alla razionalità, alla scienza e al suo carisma personale. Altrove Faxneld ha suggerito che l'utilizzo di "Satanismo Tradizionale" da parte dell'ONA per differenziarsi dalle forme dominanti di Satanismo aveva delle similitudini con chi si descrive come praticante di "Stregoneria Tradizionale" e cerca di distinguere così le proprie pratiche magico-religiose dalla forma dominante della stregoneria moderna, la Wicca. Secondo Anton Long, che scrive nel testo Vendere Acqua dal Fiume: "Satanismo tradizionale è un termine usato per descrivere il percorso Sinistro che per secoli è stato insegnato su base individuale... A questo percorso appartengono il Sistema Settenario, il Canto Esoterico [e] l'addestramento completo dei novizi (compreso lo sviluppo del lato fisico), il Gioco Stellare e - più importante - il sistema di magia interna (i Rituali del Grado, ecc)." Secondo Jesper Aagaard Petersen, un accademico specialista del satanismo, l'Ordine presenta "una nuova riconoscibile interpretazione del satanismo e della Via della Mano Sinistra" e per coloro che sono coinvolti nel gruppo il satanismo non è semplicemente una religione, ma un modo di vivere. L'Ordine considera il Satanismo come un'ardua conquista individuale della padronanza di sé e del Nietzschiano superamento di se stessi, con un'enfasi sulla crescita individuale attraverso atti concreti di pericolo, abilità e resistenza. Pertanto, "[l]'obiettivo del Satanismo dell'ONA è quello di creare un nuovo individuo attraverso l'esperienza diretta, la pratica e l'autosviluppo [con] i gradi del sistema dell'ONA che sono fortemente individuali, in base alla propria pratica e alle azioni reali degli Iniziati, invece di limitarsi ad eseguire alcuni rituali cerimoniali". Così il satanismo, afferma l'ONA, richiede di avventurarsi nel regno del proibito e dell'illegale al fine di scuotere il praticante, libero dal condizionamento culturale e politico. Intenzionalmente trasgressivo, l'Ordine è stato caratterizzato dal fornire "una spiritualità aggressiva ed elitaria". Lo studioso di studi religiosi Graham Harvey ha sostenuto che l'ONA si adatta allo stereotipo del satanista "meglio di altri gruppi", cosa che egli ha pensato fosse fatta deliberatamente abbracciando atti "profondamente scioccanti" e illegali.
"[Long] respinge l'organizzazione quasi religiosa e le buffonate cerimoniali della Chiesa di Satana, del Tempio di Set e di altri gruppi satanici. Egli ritiene che il satanismo tradizionale va ben oltre la gratificazione del principio del piacere e richiede il duro raggiungimento della padronanda di sé, del superamento di sé in senso Nietzschiano ed alla fine della saggezza cosmica. La sua concezione del satanismo è pratica, con l'accento sulla crescita individuale nei regni della tenebra e del pericolo attraverso atti pratici di abilità, resistenza e in cui si rischia la vita". Scholar of esotericism di Nicholas Goodrick-Clarke
L'ONA è fortemente critico verso altri gruppi satanici più grandi come la Chiesa di Satana e il Tempio di Set, che ritiene siano "finti satanici" perché abbracciano il "fascino associato con il satanismo" ma che hanno "paura di sperimentarne la tenebra sia all'interno che all'esterno di loro". A sua volta, la Chiesa di Satana ha criticato quella che secondo loro è stata "l'insistenza paranoica nell’essere gli unici sostenitori della tradizione satanica" da parte dell'Ordine, con Kaplan che afferma che questi commenti riflettono "le tensioni intramurali" che sono comuni all'interno "del mondo del satanismo " e di quella critica Anton Long ha scritto che l'ONA non "pretende di essere un'organizzazione paritaria pretendendo un qualche tipo di autorità ... Quando in passato noi ed altri come noi abbiamo detto cose che altri hanno interpretato come dirette contro il [Tempio di Set] o La Vey, stavamo semplicemente assumendo il ruolo di avversario - sfidare quello che sembrava essere diventato un dogma accettato."
Anche se concepisce se stesso come avente origini precristiane e descrive il satanismo come "paganesimo militante", l'ONA non sostiene il ristabilimento dei sistemi di credenze precristiane. L’Ordine afferma che "tutti gli dei del passato delle varie tradizioni occidentali sono resi obsoleti dalle forze che il satanismo da solo sta scatenando". Tuttavia Goodrick-Clarke ha osservato che "le idee e i rituali" del gruppo attingono da "una tradizione nativa" con riferimenti al concetto del wyrd precristiano anglosassone, l'enfasi su cerimonie svolte agli equinozi, e la realizzazione di incensi utilizzando alberi autoctoni, suggerendo così l'idea di "radicamento nella natura inglese". I praticanti sono sottoposti a "pellegrinaggi neri" attraverso preistorici siti cerimoniali nella zona intorno a Shropshire e Herefordshire nel Midland inglesi. Inoltre Monette scrive che "un esame critico dei testi chiave del ONA suggerisce che i toni satanici potrebbero essere cosmetici, e che il suo mythos e la sua cosmologia di base siano veramente ermetici, con influenze pagane."

### Cosmologia Eonica e Nazismo
L'ONA afferma che l'evoluzione cosmica è guidata da una "dialettica sinistra" di alternanza di energie Eoniche. L'Ordine divide la storia in una serie di Eoni, credendo che ognuno sia stato dominato da una civiltà umana che è emersa, si è evoluta e poi è morta. Esso afferma che ogni Eone ha una durata di circa 2000 anni, con la rispettiva civiltà umana che domina lo sviluppo durante gli ultimi 1500 anni di quel periodo. Esso sostiene che, dopo 800 anni di crescita, ogni civiltà deve affrontare problemi con un conseguente "Periodo di Disordini" che dura tra 398 e 400 anni. Nella fase finale di ogni civiltà vi è un periodo che dura per circa 390 anni nel quale questa è controllata da un forte regime militare ed imperiale, dopodiché la civiltà cade. L'ONA sostiene che l'umanità ha vissuto cinque di questi Eoni, ciascuno con una civiltà associata: Primordiale, Iperborea, Sumera, Ellenica, e Occidentale. Sia Goodrick-Clarke che Senholt hanno dichiarato che questo sistema di Eoni è ispirato al lavoro di Arnold J. Toynbee, ove Senholt suggerisce che potrebbe anche essere stato influenzato dalle idee di Crowley per quanto riguarda gli eoni Thelemici. Tuttavia, l'ONA ha dichiarato che il suo concetto "non ha nulla a che fare con Crowley", ma si basa sul lavoro sia di Toynbee che di Spengler.
"Adolf Hitler è stato inviato dai nostri dei
Per guidarci alla grandezza.
Noi crediamo nella disuguaglianza delle razze
E nel diritto dell'Ariano di vivere
Secondo le leggi del popolo.
Riconosciamo che la storia dell'olocausto
È una bugia per mantenere la nostra razza in catene
Ed esprimiamo il nostro desiderio di vedere rivelata la verità.
Crediamo nella giustizia per i nostri camerati oppressi
E cerchiamo di porre fine in tutto il mondo
Alla persecuzione dei Nazionalsocialisti". La Messa dell'Eresia dell'ONA
L'ONA afferma che l'attuale civiltà Occidentale ha un ethos Faustiano e che recentemente ha subito il Periodo di Disordini con la sua fase finale, un "Imperium" di governo militarista che dovrebbe iniziare ad un certo punto nel 1990-2011 e durare sino al 2390. Questo sarà seguito da un periodo di caos dal quale verrà istituito un sesto Eone, l'Eone del Fuoco, che sarà rappresentato dalla civiltà galattica in cui la società Ariana colonizzerà la galassia della Via Lattea. Tuttavia l'Ordine sostiene che a differenza delle precedenti civiltà Eoniche, quella Occidentale è stata infettata con la distorsione "dei Magi/Nazarena", che questi associa alla religione giudaico-cristiana. Gli scritti del gruppo affermano che, mentre la civiltà occidentale era stata una volta "un'entità pionieristica, permeata di valori elitari ed esaltante la via del guerriero", sotto l'impatto dell'ethos dei Magi/Nazareno è diventata "essenzialmente nevrotica, ripiegata su se stessa e ossessionata" abbracciando l'umanesimo, il capitalismo, il comunismo, così come "la farsa della democrazia" e "il dogma dell'uguaglianza razziale". L’ONA ritiene che queste forze dei Magi/Nazarene rappresentino una tendenza antievolutiva che minaccia l'insorgere dell'Imperium Occidentale e quindi l'evoluzione dell'umanità, affermando che questo nemico cosmico deve essere superato attraverso la forza di volontà. Sia Goodrick-Clarke che Sieg fanno notare che queste idee per quanto riguarda "l'anima dei Magi" e la "distorsione culturale" provocate dagli ebrei, sono state ricavate dal lavoro di Oswald Spengler e Francis Parker Yockey.
L'ONA elogia la Germania nazista come "un'espressione pratica dello spirito satanico... un lampo di luce luciferino - di gioia e di potere - in un mondo altrimenti Nazareno, pacificato e noioso" Abbracciando la negazione dell'Olocausto, l’Ordine sostiene che l'Olocausto sia stato un mito costruito dalla classe dirigente dei Magi/Nazarena, al fine di denigrare l'amministrazione nazista dopo la Seconda Guerra Mondiale e cancellare i suoi successi dalla "psiche dell'Occidente". Il gruppo crede che una rivoluzione neonazista sia necessaria per rovesciare il dominio dei Magi-Nazareni sulla società occidentale e per stabilire, in ultima analisi, l'Imperium, consentendo all'umanità di entrare nella civiltà galattica del futuro. Di conseguenza i riferimenti positivi al nazismo e al neonazismo possono essere trovati all'interno del materiale scritto del gruppo; materiale che evoca il leader nazista Adolf Hitler come una forza positiva nel suo testo per l'esecuzione di una Messa Nera, conosciuta anche come la Messa dell'Eresia. Tuttavia, alcuni testi dell'ONA sottolineano che i membri dovrebbero abbracciare il neonazismo e il razzismo non come una vera e propria fede nell'ideologia nazista, ma piuttosto come parte di una "strategia sinistra" per far progredire l'evoluzione Eonica. Una versione della Messa Nera prodotta da un gruppo australiano dell'ONA, Il Temple of THEM (Tempio di LORO, ndt), in sostituzione dell'elogio per Hitler presenta lodi per il militante Islamico Osama Bin Laden, mentre gli scritti di Chloe Ortega e Kayla DiGiovanni, responsabili chiave del White Star Acception con base negli Stati Uniti, esprimono quello che Sieg ha definito una piattaforma "sinistro-anarchica" priva della condanna del sionismo e dell'approvazione del razzismo Ariano che si trovano negli scritti di Long. L'Ordine è quindi molto più apertamente propenso alla politica estrema per quanto riguarda il raggiungimento dei propri obiettivi rispetto ad altre organizzazioni Sataniche o della Via della Mano Sinistra, cercando di infiltrarsi e di destabilizzare la società moderna sia attraverso mezzi magici che pratici.

### Iniziazione e La Settuplice Via
Il sistema centrale dell'ONA è conosciuto come "Settuplice Via" o "Hebdomadria", ed è descritto in uno dei testi principali dell'Ordine, il Naos. Il sistema settuplice si rispecchia nella cosmologia simbolica del gruppo, "l'Albero del Wyrd", in cui si trovano sette corpi celesti - la Luna, Venere, Mercurio, il Sole, Marte, Giove e Saturno. Il termine wyrd è stato adottato dall'antico inglese, dove si riferiva al fato o al destino. Monette lo ha identificato come un "sistema ermetico" mettendo in evidenza che l'uso di sette corpi planetari era stato influenzato dai testi medievali arabi Ghāyat al-Hakim e Shams I-Maarif. La Settuplice Via si rispecchia anche nel sistema iniziatico del gruppo che ha sette gradi attraverso i quali il membro può gradualmente progredire. Questi sono: (1) Neofita, (2) Iniziato, (3) Adepto Esterno, (4) Adepto Interno, (5) Maestro / Signora, (6) Gran Maestro / Mousa e (7) Immortale. Il gruppo ha rivelato che ben pochi dei suoi membri sono arrivati ai gradi quinto e sesto, e in un articolo del 1989 l'ONA ha dichiarato che in quel periodo c'erano solo quattro persone che avevano raggiunto lo stadio di Maestro.

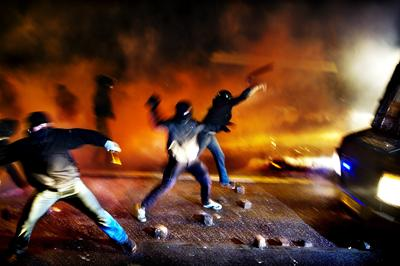
L'ONA incoraggia i suoi membri ad adottare "ruoli di comprensione" in gruppi anarchici, Neonazisti ed Islamisti, al fine di distruggere la moderna società Occidentale.

L'ONA non inizia i membri nel gruppo, ma piuttosto ci si aspetta che un individuo inizi se stesso. Si richiede che gli iniziati siano in una buona condizione fisica e si raccomanda un regime di allenamento che i potenziali membri devono seguire. I nuovi arrivati sono tenuti ad avere un partner magico del sesso opposto, o dello stesso sesso se sono lesbiche o gay. Da allora in poi il praticante deve intraprendere sfide personali e sempre più difficili al fine di spostarsi tra i diversi gradi. La maggior parte delle ordalie che consentono all'iniziato di procedere alla fase successiva sono pubblicamente rivelate dall'Ordine nel suo materiale introduttivo, in quanto si ritiene che il vero elemento iniziatico sia nell'esperienza stessa e può essere raggiunto solo attraverso la loro esecuzione. Per esempio, parte del rituale per diventare un Adepto Esterno comporta un'ordalia in cui il potenziale membro deve trovare un luogo solitario e rimanere lì, immobile, per una notte intera senza muoversi o dormire. Il processo iniziatico per il ruolo di Adepto Interno richiede che il praticante si ritiri dalla società umana per tre mesi, da un equinozio ad un solstizio, o (più spesso) per sei mesi, durante i quali deve vivere in libertà, senza comodità moderne o contatti con la civiltà. La fase successiva - il Rituale dell'Abisso - comporta che il candidato viva da solo in una buia caverna isolata per un mese lunare. Secondo Jeffrey Kaplan, uno specialista accademico di estrema destra, queste mansioni iniziatiche fisicamente e mentalmente impegnative riflettono "la concezione che l'ONA ha di se stesso come un'organizzazione d'avanguardia composta da una piccola cricca di élite nietzschiana."
All'interno del sistema iniziatico dell'ONA, c'è un'enfasi sui praticanti che adottano "Ruoli di Comprensione" con i quali lavorano sotto copertura in un gruppo politicamente estremo per un periodo che va dai sei ai diciotto mesi, acquisendo così l'esperienza in qualcosa di diverso dalla loro vita normale. Tra le tendenze ideologiche che l'ONA suggerisce ai suoi membri di adottare come "Ruoli di Comprensione" vi sono anarchismo, neonazismo e islamismo, affermando che a parte i vantaggi personali di un tale coinvolgimento, l'appartenenza a questi gruppi ha il vantaggio di minare il sistema sociopolitico dei Magi/Nazareno dell'Occidente e di contribuire così a determinare l'instabilità da cui un nuovo ordine, l'Imperium, può emergere. Tuttavia, Monette ha notato un potenziale cambiamento nei Ruoli di Comprensione raccomandati dal gruppo nel corso dei decenni; ha sottolineato che mentre l'ONA ha raccomandato attività criminali o militari nel corso degli anni ottanta e all'inizio degli anni novanta, verso la fine degli anni novanta e 2000 è stato invece raccomandato il monachesimo buddhista come un ruolo di comprensione da adottare da parte dei praticanti. Pertanto, "attraverso la pratica dei Ruoli di Comprensione", l'Ordine sostiene la trasgressione continua delle norme stabilite, dei ruoli e delle zone di comfort per lo sviluppo dell'iniziato. Questa applicazione estrema delle idee amplifica ulteriormente l'ambiguità delle pratiche di antinomismo Satanico e della Via della Mano Sinistra, rendendo quasi impossibile penetrare gli strati di eversione, di gioco e di contro-dicotomia insiti nella dialettica sinistra". Senholt ha suggerito che il coinvolgimento di Myatt sia con il neonazismo che con l'islamismo rappresentano questi "Ruoli di Comprensione" nella propria vita.

### Il Regno Acausale, la Magia e gli Dei Oscuri
L'ONA crede che gli esseri umani vivano all'interno del regno causale che obbedisce alle leggi di causa ed effetto. Tuttavia esso crede anche in un regno acausale, in cui non si applicano le leggi della fisica, e promuove inoltre l'idea che le energie numinose dal regno acausale possano essere attirate nel causale, consentendo l'esecuzione della magia. L'Ordine crede nell'esistenza della magia - che il gruppo chiama "magick" seguendo l'esempio dell'opera Theatrum Chemicum Britannicum di Elias Ashmole del 1652 - l'ONA distingue tra magia esterna, interna ed Eonica, la magia esterna è divisa in due categorie: magia cerimoniale, che viene eseguita da più di due persone per raggiungere un obiettivo specifico e magia ermetica, che viene eseguita da soli o in coppia e che spesso è di natura sessuale. La magia interna è progettata per produrre uno stato alterato della coscienza nel partecipante, al fine di provocare un processo di "individuazione" che conferisce l'Adeptato. La forma più avanzata di magia nel sistema dell'ONA è la magia Eonica, la cui pratica è limitata a coloro che sentono già di aver imparato la magia esterna ed interna ed hanno raggiunto il grado di Maestro. Lo scopo della magia Eonica è quello di influenzare un gran numero di persone nel corso di un lungo periodo di tempo, influenzando così lo sviluppo di eoni futuri. In particolare è impiegata con l'intento di distruggere l'attuale sistema sociopolitico del mondo Occidentale, che l'ONA crede sia stato danneggiato dalla religione giudaico-cristiana.

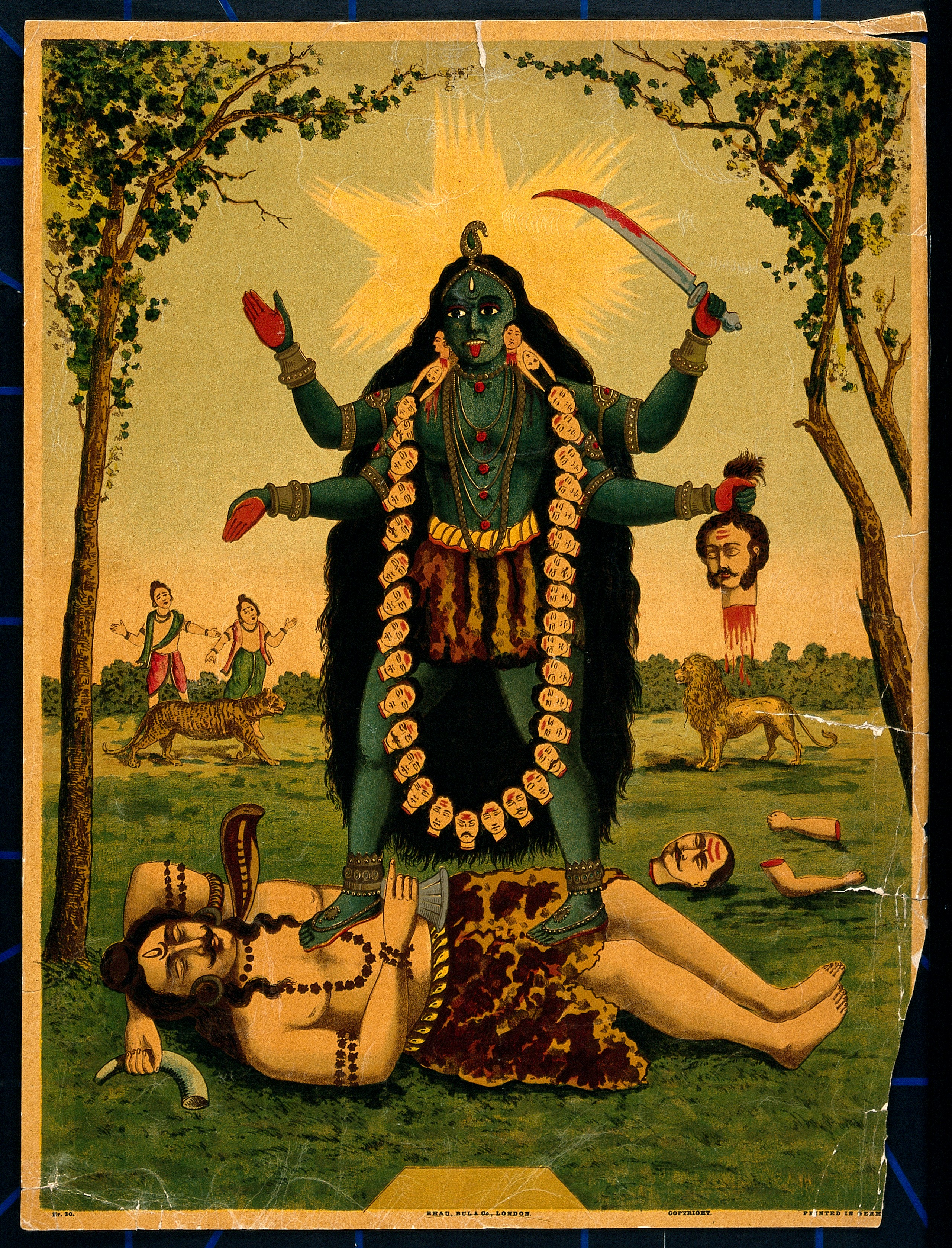
Baphomet, il dio ermafrodita oscuro dell'ONA è stata a volte erroneamente descritto con "forti parallelismi" con la dea Induista Kali (raffigurata).

L'ONA utilizza due metodi nell'esecuzione della sua magia Eonica. Il primo comporta riti e canti con l'intento di aprire un cancello - noto come "Nexion" - per il "regno acausale" al fine di manifestare le energie nel "regno causale" che influenzeranno l'Eone esistente nella direzione desiderata dal praticante. Il secondo metodo prevede di giocare ad una forma avanzata di un gioco da tavolo noto come Gioco Stellare; il gioco è stato ideato dal gruppo e i pezzi del gioco rappresentano i diversi eoni. Il gruppo ritiene che quando un iniziato gioca la partita può diventare un "nexion vivente" e, quindi, un canale per le energie acausali che entrano nel regno della causalità e portano cambiamento Eonico. Una forma avanzata del gioco viene utilizzata come parte dell'addestramento per il grado di Adepto Interno. Secondo Myatt, è stato lui ad inventare il gioco nel 1975.
L'Ordine promuove l'idea che "Dei Oscuri" esistano nel regno acausale, anche se viene accettato che alcuni membri li interpretino non come entità reali, ma come aspetti del subconscio umano. Queste entità sono percepite come pericolose, l'ONA consiglia cautela quando si interagisce con loro. Tra questi Dei Oscuri, le cui identità sono state discusse nel materiale dell'Ordine a disposizione del pubblico, vi è una dea di nome Baphomet che viene raffigurata come una donna matura che sorregge una testa mozzata e l'ONA afferma che il nome è di antica origine greca. In aggiunta, ci sono entità i cui nomi, secondo Monette, sono presi in prestito o sono influenzati da figure provenienti da fonti classiche e dell'astronomia, come Kthunae, Nemicu, e Atazoth.
Un'altra di queste figure acausali viene definita Vindex, la parola latina per "Vendicatore". L'ONA crede che Vindex alla fine si incarnerà come essere umano - anche se il sesso e l'etnia di questo individuo sono sconosciuti - attraverso il "presenziamento" riuscito di energie acausali nel regno causale e questi agirà come una figura messianica (simile alla figura del Fuhrer/Duce) rovesciando le forze dei Magi e conducendo l'ONA alla ribalta nella creazione di una nuova società. Sieg ha paragonato questa credenza in Vindex alle idee di Savitri Devi, prominente Esoterista Hitlerista per quanto riguarda l'arrivo di Kalki, l'avatara del dio induista Visnù sulla Terra. L'ONA propaga anche l'idea che è possibile per il praticante assicurarsi una vita ultraterrena nel regno acausale attraverso le sue attività spirituali. È per questo motivo che la fase finale della Settuplice Via è conosciuta come "Immortale" consentendo a quegli iniziati che sono stati in grado di avanzare a quella fase di dimorare nel regno acausale.

### Sacrificio umano
Gli scritti dell'ONA condonano e incoraggiano il sacrificio umano, facendo riferimento alle loro vittime come opfer. L'ONA delinea le proprie vedute sul sacrificio umano in un certo numero di documenti: "Un Dono per il Principe - Una Guida al Sacrificio Umano", "Abbattimento - Una Guida al Sacrificio II", "Vittime - Un'Esposizione Sinistra", e "Linee Guida per La Verifica degli Opfer". Secondo le credenze dell'ONA, l'assassino deve consentire alla sua vittima di "autoselezionare" se stessa; questo si ottiene attraverso la verifica della vittima per vedere se mostra difetti del carattere. Se questo risulta essere il caso, si crede che la vittima si sia dimostrata degna di morte e il sacrificio può cominciare. Coloro ritenuti ideali per il sacrificio da parte del gruppo sono soggetti percepiti come di basso carattere, membri di quello che l’Ordine ritiene siano i "gruppi finti-satanici" come la Chiesa di Satana e il Tempio di Set, così come gli "zelanti, interferenti Nazareni", giornalisti, figure aziendali e attivisti politici che distruggono le operazioni del gruppo. L'ONA spiega che a causa della necessità di questa "autoselezione", i bambini non devono mai essere vittime del sacrificio. Allo stesso modo, l'ONA "disprezza il sacrificio di animali, sostenendo che è molto meglio sacrificare mondani idonei data l'abbondanza del rifiuto umano."
Il sacrificio viene poi effettuato sia attraverso mezzi fisici che magici, a quel punto si crede che l'assassino assorba potere dal corpo e dallo spirito della vittima, entrando così in un nuovo livello di coscienza "sinistra". Oltre a rafforzare il carattere dell'assassino elevando la sua connessione con le forze acausali di morte e distruzione, tali sacrifici sono visti anche come la garanzia di benefici più ampi da parte dell'ONA, perché rimuovono quegli individui della società che il gruppo ritiene siano esseri umani spregevoli. Monette ha notato che nessuna delle cellule Nexion dell'ONA ha ammesso pubblicamente di realizzare un sacrificio in modo rituale, ma che i membri si sono uniti alla polizia e ai gruppi militari al fine di impegnarsi nella violenza e nell'uccisione legale.
L'ONA crede che vi siano dei precedenti storici per quanto riguarda la sua pratica dei sacrifici umani, che esprimono la fede in una tradizione preistorica in cui gli esseri umani sono stati sacrificati ad una dea di nome Baphomet all'equinozio di primavera e alla stella Arcturus in autunno. Tuttavia, il sostegno del sacrificio umano da parte dell'ONA ha attirato forti critiche da parte di altri gruppi satanisti, come il Tempio di Set, che ritiene che questo sia dannoso per i suoi tentativi di rendere il Satanismo socialmente più accettabile all'interno delle nazioni occidentali.

### Il termine "Nove Angoli"
Nei suoi saggi e in altri scritti, l'ONA offre varie differenti spiegazioni sul significato del termine "Nove Angoli". Una spiegazione è che questo riguarda i sette pianeti della cosmologia del gruppo (i sette angoli), aggiunti al sistema nel suo complesso (ottavo angolo) e al mistico stesso (nono angolo). Una seconda spiegazione è che questo si riferisce alle sette "normali" fasi alchemiche, con l'aggiunta di due processi. Un terzo è che questo concerne le nove emanazioni del divino, un concetto originariamente trovato nei testi medievali prodotti all'interno della tradizione mistica islamica del Sufismo. Monette inoltre ha suggerito che si trattava di un riferimento ad una tradizione classica indiana, che divide il sistema solare in nove pianeti.
Secondo l'O9A, questi usa il termine "nove angoli" in riferimento non solo alle nove emanazioni e trasformazioni delle tre sostanze alchemiche di base (mercurio, zolfo, sale) così come avviene nel suo uso occulto del Gioco Stellare,, ma anche in riferimento al suo cammino ermetico con le sue sette sfere e i suoi due aspetti acausali.

## Organizzazione
"L'ONA è un collettivo distinto di gruppi diversificati, tribù ed individui che condividono e perseguono simili interessi, obiettivi e stili di vita sinistri e sovversivi e che cooperano quando è necessario per il loro beneficio reciproco e per il perseguimento dei loro obiettivi e scopi condivisi... Il criterio per appartenere all'ONA è il perseguimento di questi interessi, obiettivi e stili di vita sinistri e sovversivi insieme con il desiderio di cooperare quando è di beneficio per loro e per il perseguimento dei nostri obiettivi condivisi. Non vi è quindi un'appartenenza all'ONA formale, e nessuna gerarchia Vecchio Eone e mondana, e tra l'altro nessuna regola". The ONA, 2010
L'ONA è un'organizzazione segreta. È privo di qualsiasi amministrazione centrale e opera come una rete di praticanti satanici alleati, che viene definito il "Kollettivo". Così, Monette ha dichiarato che l'Ordine "non è una loggia o tempio strutturato, ma piuttosto un movimento, una sottocultura o forse una metacultura con cui i suoi aderenti scelgono di rappresentarsi o identificarsi". Monette ha tra l'altro suggerito che l’assenza di questa struttura centralizzata aiuterebbe la sopravvivenza dell'Ordine, perché il suo destino non ricadrebbe esclusivamente in un particolare leader. A l'ONA non piace il termine "membro", ma preferisce invece la parola "associato". Nel 2012 Long ha dichiarato che quelli affiliati con l'Ordine cadono in sei diverse categorie: associati dei nexion tradizionali, Niner, Balobiani, membri di bande e tribù, seguaci della tradizione Rounwytha e coloro che sono coinvolti con i gruppi ispirati dall'ONA.
Il gruppo è composto in gran parte da cellule autonome conosciute come "nexion". La cellula originaria, con sede nello Shropshire, è conosciuta come "Nexion Zero". La maggior parte dei gruppi successivi sono stati istituiti in Gran Bretagna, Irlanda e Germania, tuttavia nexion nonché altri gruppi associati sono stati istituiti anche negli Stati Uniti, in Australia, Brasile, Egitto, Italia, Spagna, Portogallo, Polonia, Serbia, Russia e Sud Africa. Alcuni di questi gruppi, come il Tempel ov Blood con base negli Stati Uniti, si definiscono come distinti dall'ONA nonostante siano stati fortemente influenzati da esso e abbiano connessioni con quest'ultimo.
Nella terminologia dell'ONA, i termini Drecc e Niner si riferiscono alla cultura popolare o da banda o da individui che supportano gli obiettivi dell'Ordine con mezzi pratici (compresi quelli criminali) piuttosto che con quelli esoterici. Uno di questi gruppi è il White Star Acception che afferma di avere perpetrato stupri, aggressioni, rapine per far avanzare il potere del gruppo; Sieg ha osservato che la realtà di queste azioni non è stata verificata. Un Balobiano è un artista o musicista che contribuisce all’avanzamento del gruppo attraverso la propria produzione di belle arti. Quella Rounwytha è una tradizione di mistici popolari che si ritiene abbiano doni di poteri psichici che riflettono la loro incarnazione "dell'archetipo femminino sinistro". Anche se una minoranza sono uomini, la maggior parte dei Rounwytha è di sesso femminile e spesso vive appartata ed isolata come parte di piccoli gruppi (spesso lesbici).

### Rappresentante Esterno
Diversi commentatori accademici hanno messo in evidenza l'esistenza di una posizione all'interno dell'ONA chiamata "rappresentante esterno", che serve da portavoce ufficiale per il gruppo verso il mondo esterno. Il primo a sostenere pubblicamente di essere il "rappresentante esterno" del gruppo è stato Richard Moult, un artista e compositore dello Shropshire che ha usato lo pseudonimo di "Christos Beest". A Moult fece seguito come "rappresentante esterno" un tale "Vilnius Thornian", che ha ricoperto la carica dal 1996-2002 e che è stato identificato dagli addetti ai lavori dell'ONA come l'ideologo della Via della Mano Sinistra Michael Ford. Successivamente, sul blog della White Star Acception, fu fatta l'affermazione che il membro del gruppo Chloe Ortega fosse il rappresentante esterno dell'ONA, anche questo blog in seguito fu chiuso entro il 2013. Nel 2013, una donna americana Rounwytha utilizzando il nome di "Jall" apparve affermando di essere il "rappresentante esterno" dell'Ordine.
Tuttavia, secondo Long, il "rappresentante esterno" è stato "un esempio interessante e istruttivo del Labyrinthos Mythologicus [dell'O9A], ... una manovra" e che è stato progettato per "intrigare, selezionare, mettere alla prova, confondere, infastidire, trarre in inganno". Long ha scritto che "la manovra, per un candidato o un Iniziato, era quella di diffondere apertamente materiale ONA ed, eventualmente, rilasciare interviste sull'O9A ai Media, con il pretesto di aver ricevuto una sorta di 'autorità' per farlo, anche se questa autorità - e la necessaria gerarchia che conferisce tale autorità - era in realtà una contraddizione della nostra ragion d'essere, un fatto che naturalmente noi ci aspettavamo che i nostri simili sapessero o sentissero". Secondo Senholt l'ONA "non conferisce titoli", e Monette scrive che "non vi è alcuna autorità centrale all'interno dell'ONA."
All'interno dell'ONA vi è stato un gruppo di iniziati di vecchia data conosciuto come la "Vecchia Guardia" o "ONA Interno", la cui esperienza con la tradizione gli ha consentito di diventare influenti sui membri più recenti, che spesso cercavano i loro consigli. I membri di questa Vecchia Guardia comprendono Christos Beest, Sinister Moon, Dark Logos e Pointy Hat, anche se nel 2011 hanno dichiarato il loro ritiro dalla sfera pubblica.

### Appartenenza

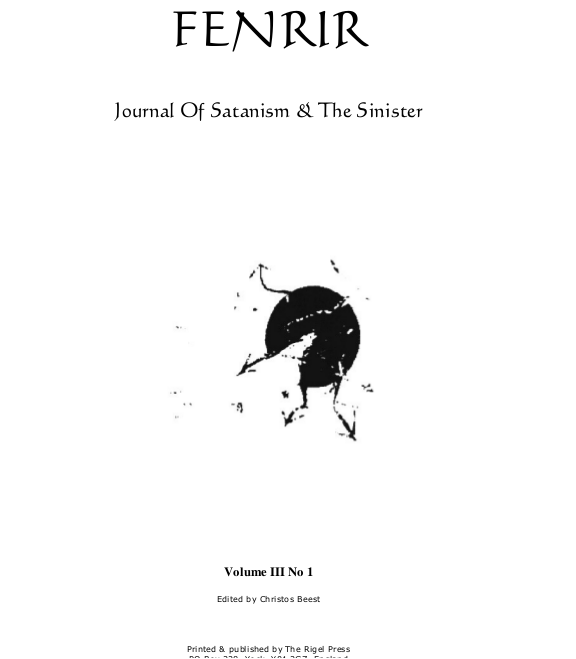
Un numero dell'originale magazine Fenrir dell'ONA

Nonostante l'ONA abbia dichiarato di non essere un'organizzazione occulta in senso convenzionale, ma una filosofia esoterica, diversi accademici hanno scritto sull'appartenenza ONA. In una panoramica sui gruppi Britannici Satanisti del 1995, Harvey ha suggerito che l'ONA sia composto da meno di dieci membri "e forse meno di cinque". Nel 1998, Jeffrey Kaplan e Leonard Weinberg hanno dichiarato che il totale dei soci dell'ONA è stato "infinitamente piccolo", con il gruppo che agisce principalmente come un "ministero per corrispondenza". Per quanto riguarda la domanda di adesione, Anton Long, in una lettera ad Aquino datata ottobre 1990 ha scritto che "una volta che le tecniche e l'essenza [dell'ONA] sono ampiamente più disponibili, l'appartenenza in quanto tale è irrilevante, dal momento che tutto è disponibile ed accessibile... con l'individuo che si assume la responsabilità del proprio sviluppo, delle proprie esperienze."
Nel 2013 Senholt ha osservato che, poiché il gruppo non ha alcuna appartenenza ufficiale, è "difficile, se non impossibile, stimare il numero dei membri dell'ONA". Senholt ha suggerito che una "stima approssimativa" del "numero totale" di persone coinvolte con l'ONA in un certo qual modo dal 1980-2009 è stata "poche migliaia"; era giunto a questa conclusione da un esame del numero di riviste e giornali circolati sull'argomento e dal numero dei membri dei gruppi di discussione online dedicati all'ONA. Allo stesso tempo, ha pensato che il numero di "seguaci di lunga data è molto più piccolo". Anche nel 2013, Monette ha stimato che ci sono stati oltre duemila associati ONA, in senso lato. Egli credeva che l'equilibrio di genere è approssimativamente uguale, anche se con varianti regionali e differenze tra particolari nexion.
Secondo un recente sondaggio l'ONA avrebbe più sostenitori femminili sia rispetto alla Chiesa di Satana che al Tempio di Set, più donne con figli, più sostenitori anziani, più sostenitori che sono stabili in termini socio-economici e che politicamente tendono verso la Destra.

## Eredità e Influenza
La principale influenza dell'ONA non è il gruppo stesso, ma il suo rilascio prolifico di materiale scritto. Secondo Senholt "l'ONA ha prodotto maggiore materiale su entrambi gli aspetti pratici e teorici della magia, così come testi più ideologici sul satanismo e sulla Via della Mano Sinistra in generale, rispetto a gruppi più grandi, come la Chiesa di Satana e il Tempio di Set presi insieme, [il che] rende l'ONA un giocatore importante nella discussione teorica di ciò che la Via della Mano Sinistra e il Satanismo sono e dovrebbe essere secondo i praticanti".
Questi scritti sono stati inizialmente distribuiti a gruppi di altri satanisti e di neonazisti, anche se con lo sviluppo di Internet questo è stato utilizzato anche come mezzo per diffonderne gli scritti, con Monette che esprime l'opinione che l'Ordine aveva raggiunto "una presenza considerevole nel cyberspazio occulto" e, quindi, era diventato "uno dei più importanti gruppi della Via della Mano Sinistra in virtù della sua presenza pubblica". Molti di questi scritti sono stati poi riprodotti da altri gruppi. Kaplan ha considerato l'ONA "una fonte importante di ideologia/teologia Satanica" per "la frangia occultista del nazionalsocialismo", vale a dire i gruppi neonazisti, come l'Ordine Nero. Il gruppo ha guadagnato una maggiore attenzione in seguito alla crescita dell'interesse pubblico per quanto riguarda l'impatto che Myatt ha avuto sui gruppi terroristici durante la guerra contro il terrorismo negli anni 2000. Lo storico dell'esoterismo Dave Evans ha dichiarato che l'ONA era "degno di un'intera tesi di dottorato", mentre Senholt ha espresso il parere che sarebbe "potenzialmente pericoloso ignorare questi fanatici, per quanto tuttavia limitato il loro numero potrebbe essere."
Nella serie di romanzi Jack Nightingale di Stephen Leather, un satanico "Ordine di Nove Angoli" è l'antagonista principale. Allo stesso modo, un gruppo satanico romanzato denominato "Ordine dei Nove Angeli" appare nel romanzo Child for the Devil di Conrad Jones del 2013. In un altro dei suoi romanzi, Black Angel, Jones ha incluso una pagina dal titolo "Informazioni aggiuntive" dando un avvertimento circa l'Ordine dei Nove Angoli.

### Ulteriori letture
- Dawn Perlmutter, Skandalon 2001: The Religious Practices of Modern Satanists and Terrorists, in Anthropoetics, VII, n. 2 (archiviato dall'url originale il 9 luglio 2008).
- Dawn Perlmutter, The Forensics of Sacrifice: A Symbolic Analysis of Ritualistic Crime, in Anthropoetics, IX, n. 2, Fall 2003 – Winter 2004.
- Catherine Lowman Wessinger, Millennialism, Persecution, and Violence, Syracuse, New York, Syracuse University Press, 2000, ISBN 0-8156-0599-4.